# April Bowlby
April Michelle Bowlby (ur. 30 lipca 1980 w Vallejo) – amerykańska aktorka.

## Życiorys
Bowlby jako dziecko przeprowadziła się do Manteca w Kalifornii. Studiowała balet i język francuski zanim wybrała karierę aktorki. Wkrótce udało jej się zdobyć rolę Kandi w serialu Dwóch i pół, u boku Charliego Sheena i Jona Cryera. Wystąpiła później w wielu innych serialach, między innymi CSI: Kryminalne zagadki Las Vegas, CSI: NY, Freddie i Jak poznałem waszą matkę.

## Filmografia

### Filmografia
| Rok  | Tytuł                        | Rola          | Komentarz |
| ---- | ---------------------------- | ------------- | --------- |
| 2008 | All Roads Lead Home          | Natasha       |           |
| 2009 | The Slammin' Salmon          | Mia           |           |
| 2011 | From Prada to Nada           | Olivia        |           |
| 2018 | Unbroken: Path to Redemption | Cecy Phillips |           |

### Role telewizyjne
| Rok       | Tytuł                                | Rola                   | Komentarz                                                                                              |
| --------- | ------------------------------------ | ---------------------- | --- |
| 2004      | CSI: Kryminalne zagadki Las Vegas    | Kaitlin Rackish        | Odcinek: "Co gryzie Gilberta Grissoma?"                                                                |
| 2005      | CSI: Kryminalne zagadki Nowego Jorku | Jenny Lee              | Odcinek: "Przestępstwo i wykroczenie"                                                                  |
| 2005      | Oczytana                             | Jasmine                | Odcinek: "The Ex-Appeal"                                                                               |
| 2005      | Freddie                              | Sydney                 | Odcinek: "Rich Man, Poor Girl"                                                                         |
| 2005–15   | Dwóch i pół                          | Kandi / Kimber         | 17 odcinków; główna rola (4 sezon), rola drugoplanowa (sezon 3), gościnne wystąpienia (sezony 10 i 12) |
| 2007      | Sands of Oblivion                    | Heather                | Film telewizyjny                                                                                       |
| 2007–2014 | Jak poznałem waszą matkę             | Meg                    | 4 odcinki                                                                                              |
| 2008      | Co gryzie Jimmy’ego?                 | Księżniczka Gugulfa    | Odcinek: "Princess"                                                                                    |
| 2009      | Kath & Kim                           | Ashley                 | Odcinek: "Bachelorette"                                                                                |
| 2009–14   | Jej Szerokość Afrodyta               | Stacy Barrett          | 78 odcinków, główna rola (sezony 1-6)                                                                  |
| 2010      | CSI: Kryminalne zagadki Las Vegas    | Marta Petrovich        | Odcinek: "Na scenie życia"                                                                             |
| 2010      | Świry                                | Lauren Lassiter        | Odcinek: "Dead Bear Walking"                                                                           |
| 2015      | Mamuśka                              | Selene                 | Odcinek: "Cheeseburger Salad and Jazz"                                                                 |
| 2015      | You’re the Worst                     | Bernadette             | Odcinek: "Born Dead"                                                                                   |
| 2016      | Marriage of Lies                     | Rachel Wilson          | Film telewizyjny o oryginalnym tytule Presumed                                                         |
| 2016      | The Engagement Clause                | Katie Tate             | Film telewizyjny o oryginalnym tytule Married by Christmas                                             |
| 2017      | Teoria wielkiego podrywu             | Rebecca                | Odcinek: "The Separation Agitation"                                                                    |
| 2017      | Love’s Last Resort                   | Alyssa                 | Film telewizyjny                                                                                       |
| 2017      | A Mother's Crime                     | Nikki                  | Film telewizyjny                                                                                       |
| 2018      | Heathers                             | Teyna                  | 2 odcinki                                                                                              |
| 2018      | Titans                               | Rita Farr              | Odcinek: "Doom Patrol"                                                                                 |
| 2018      | The Wrong Daughter                   | Ms. Hanson             | Film telewizyjny                                                                                       |
| 2018      | Dying for the Crown                  | Isabelle Wagner        | Film telewizyjny o oryginalnym tytuleHomecoming Revenge                                                |
| 2019–2023 | Doom Patrol                          | Rita Farr/Elasti-Woman | Rola główna                                                                                            |